# Elizabeth Sharman
Elizabeth St. Clare Sharman (Bolton, 8 de agosto de 1957) es una deportista británica que compitió en piragüismo en la modalidad de eslalon. Ganó seis medallas en el Campeonato Mundial de Piragüismo en Eslalon entre los años 1979 y 1987.

## Palmarés internacional
| Campeonato Mundial | Campeonato Mundial            | Campeonato Mundial | Campeonato Mundial |
| Año                | Lugar                         | Medalla            | Competición        |
| ------------------ | ----------------------------- | ------------------ | ------------------ |
| 1979               | Jonquière (Canadá)            | Medalla de plata   | K1 individual      |
| 1981               | Bala (Reino Unido)            | Medalla de plata   | K1 por equipos     |
| 1983               | Merano (Italia)               | Medalla de oro     | K1 individual      |
| 1983               | Merano (Italia)               | Medalla de plata   | K1 por equipos     |
| 1985               | Augsburgo (RFA)               | Medalla de bronce  | K1 por equipos     |
| 1987               | Bourg-Saint-Maurice (Francia) | Medalla de oro     | K1 individual      |